# Kia Opirus

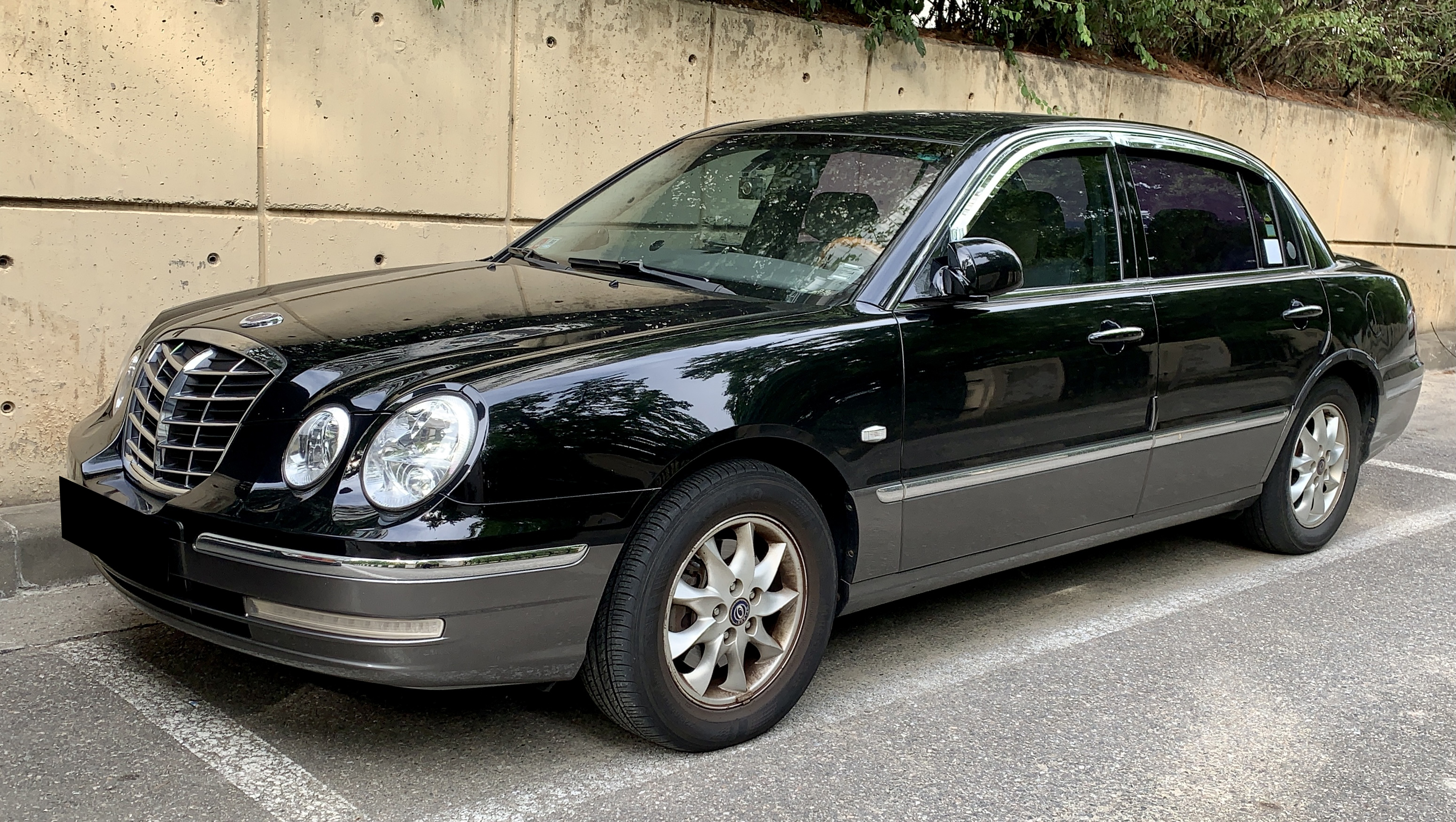
Kia Opirus, 2005.

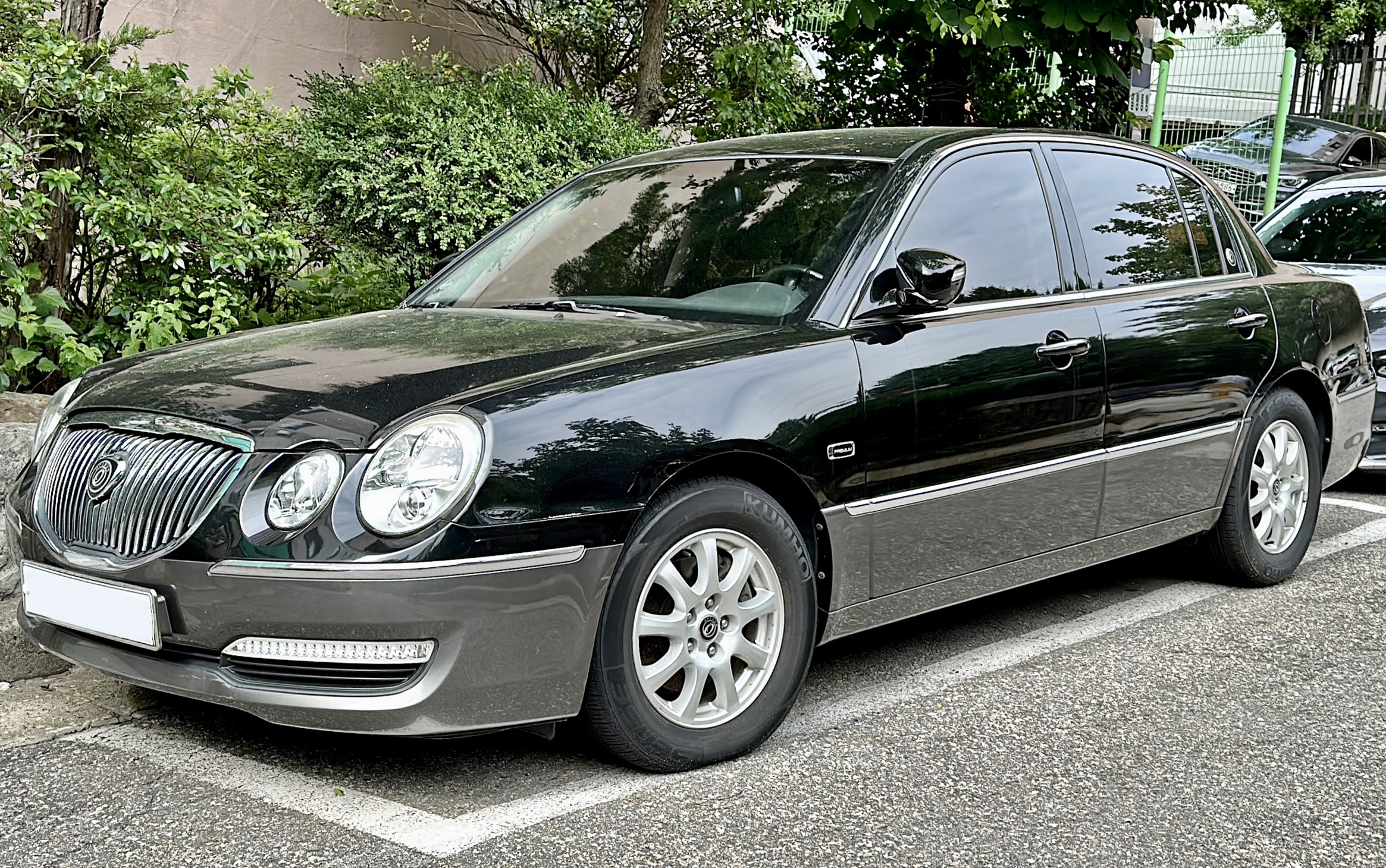
Kia Opirus, 2010.

Kia Opirus är en större sedanbil som presenterades år 2004. Modellen är i samma storleksklass som exempelvis Mercedes-Benz E-klass och har också många likheter med denna bil utseendemässigt. Priset för Opirus är dock något lägre och standardutrustningen omfattar mer. På några marknader såldes Kia Opirus under namnet Kia Amanti.
Modellen bygger tekniskt på koncernkollegan Hyundais modell XG och med denna delar den även motor; en 3,5 liters V6-motor på 203 hästkrafter. I Sverige och övriga Europa har Opirus inte sålt särskilt bra, men däremot i hemlandet Sydkorea, liksom i Ryssland och Mellanöstern, sålde den bra. År 2007 fick modellen en ansiktslyftning.  
Kia Opirus ersattes på vissa marknader 2010 av Kia Cadenza. 2012 lanserades även Kia K9.